# Liste der Erzbischöfe von Embrun
Die folgenden Personen waren Ordinarien des späteren Erzbistums Embrun (Frankreich):

## Ordinarien

### Bischöfe
- † um 374: Heiliger Marcellin
- 374: Artemius
- um 400: Heiliger Jakob I.
- 439: Armentaire
- 441 bis um 475: Ingenuus
- 517: Catulin
- Heiliger Gallican I.
- Heiliger Pallade
- um 541 bis um 549: Gallican II.
- um 567: Saloine
- um 585 bis um 588: Emerite
- 614: Lopacharus
- um 630: Heiliger Albin
- um 650 bis um 653: Ætherius
- um 740: Vualchinus
- um 791–794: Marcellus

### Erzbischöfe
- Bernardus
- 829: Agéric
- um 853 bis um 859: Aribert I.
- 876: Bermond
- 878: Aribert II.
- 886: Ermold
- 899: Arnaud
- 900–916: Heiliger Benedikt I.
- 920: Heiliger Liberal
- 943–960: Boson
- um 970: Amédée
- 992: Ponce
- 1007–1010: Ismidias
- um 1016 bis um 1027: Radon
- um 1033–1044: Hismidon
- um 1048: Vivemne
- 1050–1054: Guinervinaire
- 1054–1055: Hugues
- 1055–1065: Viminien oder Guinamand
- 1066–1077: Wilhelm I.
- 1077: Peter I.
- um 1080–1084: Lantelme
- 1105–1118: Benedikt II.
- 1120–1134: Guillaume II.
- 1135 bis 7. Dezember 1169: Guillaume III. de Benevent
- 9. Januar 1170 bis 1176: Raimond I.
- um 1177–1189: Pierre II. Romain
- 1189–1208: Guillaume IV. de Benevent
- 1208 bis um 1212: Raimond II. Sédu
- 1212 bis um 1235: Bernard I. Chabert
- 1236 bis 23. Mai 1245: Aimar
- 1246–1250: Humbert
- 1250 bis 6. November 1261: Henri de Suse
- 1267–1275: Melchior
- 1275–1286: Jacques II. Sérène
- 4. August 1286 bis 1289: Guillaume V.
- 8. Oktober 1289 bis 28. Juni 1294: Raimond III. de Médullion
- 28. März 1295 bis 1311: Guillaume VI. de Mandagot
- 22. Mai 1311 bis 1317: Jean I. du Puy
- 1319 bis um 1323: Raimond IV. Robaud
- 5. September 1323 bis 1338: Bertrand de Déaulx (siehe Haus Rogier de Beaufort)
- 27. Januar 1338 bis 17. Dezember 1350: Pasteur de Sarrats
- 16. Februar 1351 bis 1361 oder 1363: Guillaume VII. de Bordes
- 1363–1364: Raimond V. de Salg
- 8. Januar 1364 bis 5. September 1365: Bertrand II. de Castelnau
- 1365–1366: Bernard II.
- 1366 bis 18. Dezember 1378: Pierre Amiel de Sarcenas
- 1379 bis 1. Mai 1427: Michel Etienne
- 1427 bis 7. September 1432: Jacques III. Gelu
- 1432 bis 17. Januar 1457: Jean II. Girard
- 1457 bis um 1470: Jean III. de Montmagny
- um 1470–1494: Jean IV. Baile
- 1494–1510: Rostaing d’Ancezune
- 1510–1511: Jules de Médicis
- 1511–1516: Nicolas de Fiesque (oder Fieschi), Kardinal de Gênes
- 1517–1525: François II. de Tournon
- 1526–1551: Antoine de Lévis de Château-Morand (Haus Lévis)
- 1551–1555: Balthasar de Jarente
- 1556–1560: Robert II. de Lénoncourt
- 1561–1600: Guillaume VIII. d’Avançon de Saint-Marcel
- 1601–1612: Honoré du Laurens
- 1612–1648: Guillaume IX. d’Hugues
- 1649–1668: Georges d’Aubusson de La Feuillade
- 1668–1714: Charles Brûlart de Genlis
- 1715–1719: François-Elie Voyer de Paulmy d’Argenson
- 1719–1724: Jean-François-Gabriel de Hénin-Liétard
- 1724–1740: Pierre Guérin de Tencin (auch Erzbischof von Lyon)
- 1741–1767: Bernardin-François Fouquet
- 1767–1790: Pierre-Louis de Leyssin
- 1791–1793: Ignace Caseneuve